# Czuchleby
Czuchleby (prononciation : [t͡ʂuˈxlɛbɨ]) est un village polonais de la gmina de Łosice dans le powiat de Łosice de la voïvodie de Mazovie dans le centre-est de la Pologne.
Il se situe à environ 7 kilomètres au nord-est de Łosice (siège de la gmina et du powiat) et à 123 kilomètres à l'est de Varsovie (capitale de la Pologne).
Le village possède approximativement une population de 255 habitants en 2012.

## Histoire
De 1975 à 1998, le village appartenait administrativement à la voïvodie de Biała Podlaska.